# Adam Botek
Adam Botek (Komárno, 5 de março de 1997) é um canoísta eslovaco, medalhista olímpico.

## Carreira
Botek conquistou a medalha de bronze nos Jogos Olímpicos de Verão de 2020 em Tóquio na prova de K-4 500 m, ao lado de Samuel Baláž, Denis Myšák e Erik Vlček com o tempo de 1:23.534 minuto.